# Victoire Brielle
 (juillet 2024).
Pour les articles homonymes, voir Brielle.
Victoire Brielle, dite la Sainte de Méral, née le 31 janvier 1815 au lieu-dit Le Cormier, à Saint-Poix, en Mayenne, morte le 29 avril 1847 à Méral. Son corps fut retrouvé intact en 1866, une vingtaine d'années après l'ensevelissement au cimetière de Méral.

## Biographie
Les parents de Victoire-Françoise, fervents catholiques issus d'une ancienne famille de Méral et de Saint-Poix, s'installèrent à la ferme de la Grihaine pour exploiter les terres qu'ils possédaient.
Pieuse, d'une foi ardente et éclairée par l’Évangile, Victoire Brielle décide d'entrer en religion, d'abord chez les Bénédictines du Saint Sacrement de Craon (1833) puis chez les Sœurs d'Évron (1835). Mais en raison de sa santé fragile, Victoire doit renoncer. Revenue parmi les siens, elle mène une vie simple de religieuse dans le monde. Chaque matin, Victoire va à la messe et communie. Puis, elle rend visite aux pauvres et aux malades. Une bonne partie de ses nuits est consacrée à la prière. Elle prédit huit jours auparavant sa mort. Elle meurt, comme elle l'avait annoncé, le 29 avril 1847 dans sa trente troisième année.

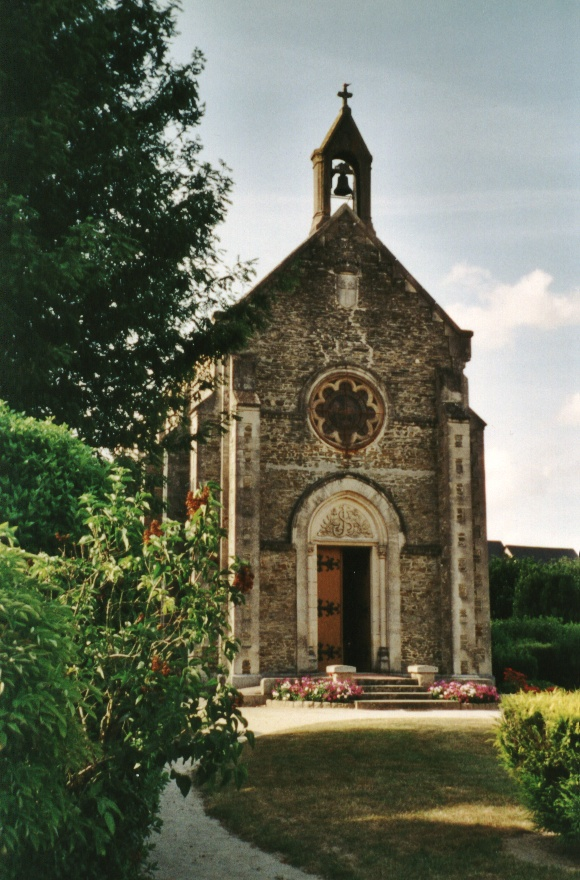
Chapelle Saint-Joseph de Méral abritant la tombe de Victoire Brielle.

## «Sainte» de Méral
Le 20 août 1866, près de vingt ans après l'inhumation en pleine terre au cimetière de Méral, le fossoyeur découvre le cercueil et le corps absolument intact de Mademoiselle Victoire Brielle. À la demande du curé, le corps est à nouveau mis en terre. Nouvelle exhumation le 3 octobre 1866 ; le corps désormais momifié est formellement reconnu par son père et son frère. 
La tombe de la Sainte de Méral devient rapidement un lieu de pèlerinage. Le corps de Victoire Brielle repose aujourd'hui dans le caveau de la chapelle Saint-Joseph, édifiée à Méral en 1882-1884. 

## Guérisons
Plusieurs guérisons par l'intercession de Victoire Brielle ont été étudiées, dont la guérison de Madame Louveau épouse Hubert (faits remontant à 1938-1939). Louis-Marie Billé, évêque de Laval (1984-1995), met en place une commission d'enquête pour ouvrir un procès de béatification. Le 14 décembre 1996, Armand Maillard, son successeur, communique une notification, émanant de la Congrégation pour la Cause des Saints à Rome, lui assurant que pour le Saint Siège, rien ne faisait obstacle à ce que la cause de Victoire Brielle, servante de Dieu, soit poursuivie. Le Procès canonique diocésain (trois volumes) est déposé à Rome le 19 décembre 1997.

## Paroles de laSainte de Méral
Six paroles ont été rapportées par des témoins :
- « Puisque Dieu ne m'a pas jugée digne de la vie religieuse, je dois faire mon salut dans la vie commune ».
- « Père, pardonnez-moi le chagrin que je vous fais sans pouvoir parvenir à rien ».
- « Je n'ai pas besoin de dormir, je me fatiguerai au lit. Je t'en prie laisse-moi prier ».
- « Le jeûne, cela ne me gêne pas et je dois faire pénitence ».
- « Il faut bien souffrir un peu ».
- « Je vous apporte à boire aujourd'hui. Dans huit jours, je ne vous en apporterai plus, je serai morte ».

### Sources et bibliographie
- Abbé Moriceau, Notice sur Victoire Brielle dite La Sainte de Méral, Laval, 1884 (lire en ligne) ;
- « Victoire Brielle », dans Alphonse-Victor Angot et Ferdinand Gaugain, Dictionnaire historique, topographique et biographique de la Mayenne, Laval, A. Goupil, 1900-1910 [détail des éditions] (BNF 34106789, présentation en ligne) ;
- L. Bouttier, Centenaire de la Mort de Victoire Brielle, dite la "Sainte de Méral", 27 avril 1847 - 4 mai 1947, Imprimerie Commerciale, 1947, 26 p. ;
- Constant Tonnelier, La Vie de la Servante de Dieu, Victoire-François Brielle. Méral 1815-1847, Paris, Pierre Téqui, 2001;
- Le patrimoine des communes de la Mayenne, Paris, Editions Flohic, 2002.